# Markaryd
Markaryd ( pronúncia) é uma pequena cidade do canto sudoeste da província histórica da Småland, no sul da Suécia.

É a sede do município de Markaryd, pertencente ao condado de Kronoberg.

Tem uma área de 6,97 km² e uma populacão de 4 971 habitantes (2018).

## Etimologia
O nome geográfico Markaryd deriva das palavras suecas antigas madhker (insetos, vermes) e ryd (desbravamento), significando ”terreno desbravado com muitos insetos”.

## História
Markaryd era na Idade Média um importante cruzamento de estradas e centro comercial na fronteira com a Dinamarca.
Perdeu todavia a sua posição de relevo quando a Suécia conquistou a Escânia à Dinamarca, e os dois países rivais assinaram o Tratado de Roskilde em 1658.

## Comunicações
Markaryd é atravessada pela estrada europeia E4 (Estocolmo-Helsingborg) e pela estrada nacional 15 (Halmstad – Karlshamn).
É um  nó ferroviário, com ligações a Malmö e Halmstad.

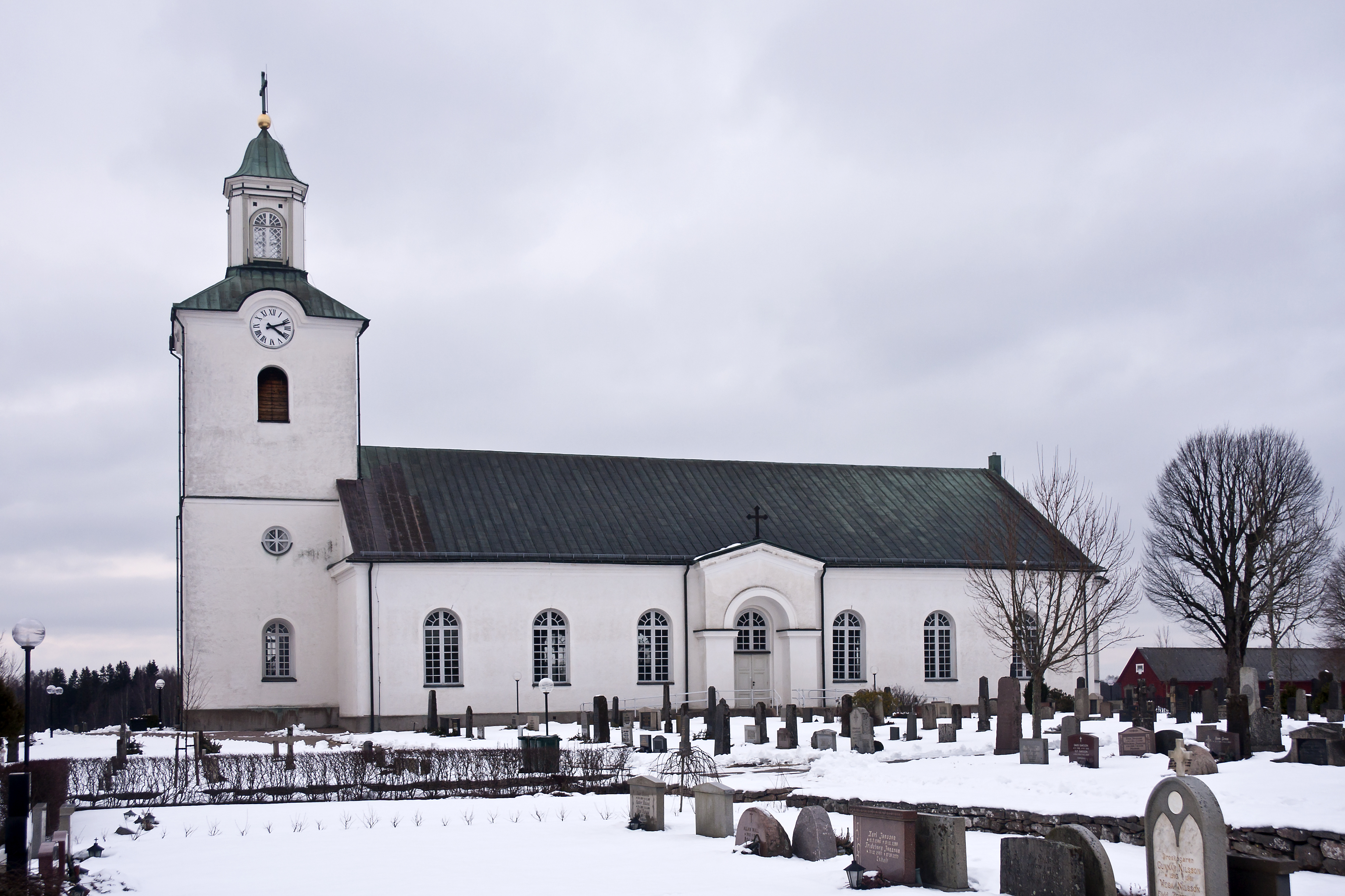
Igreja e cemitério de Markaryd
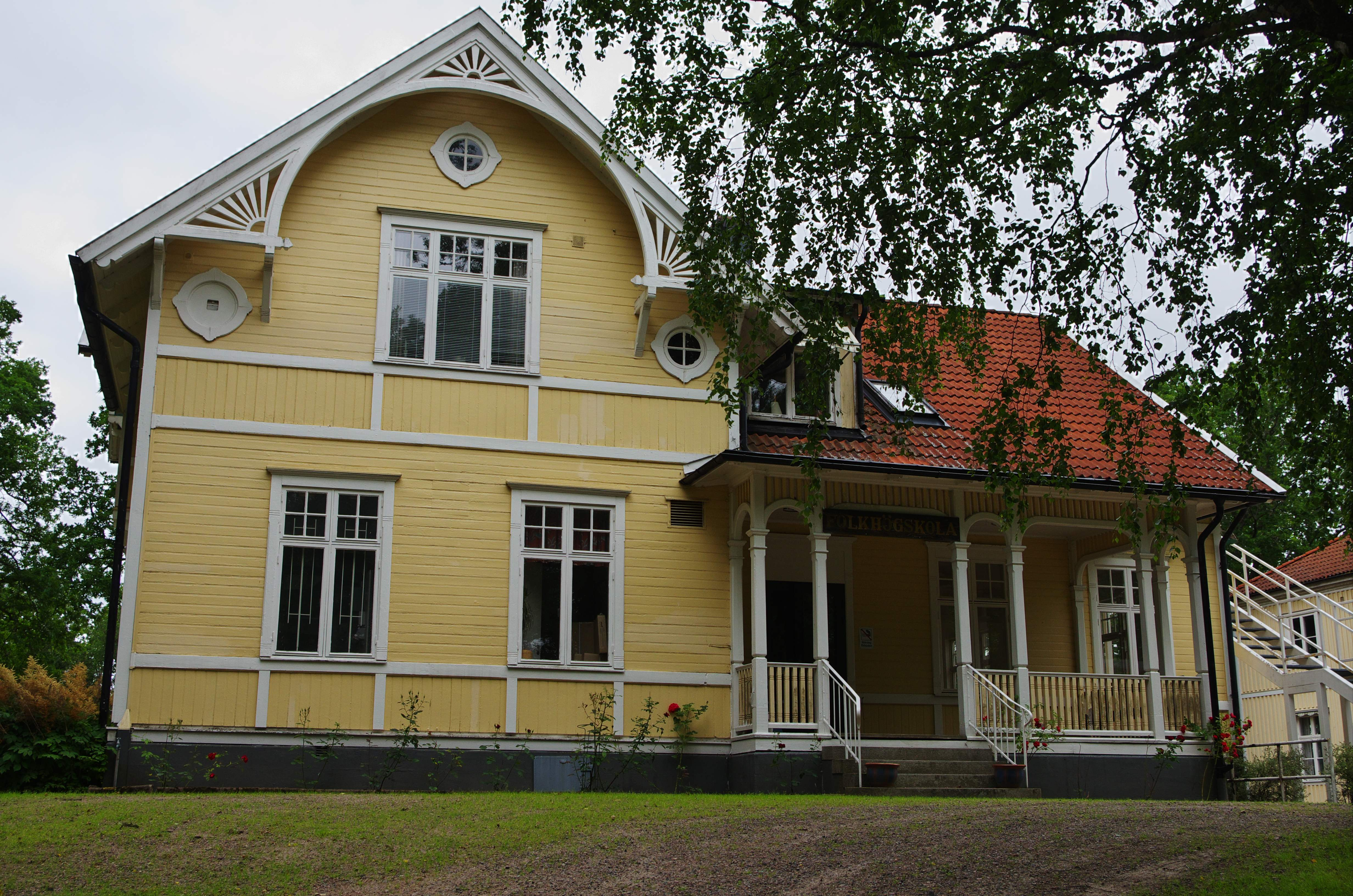
Escola superior popular de Markaryd
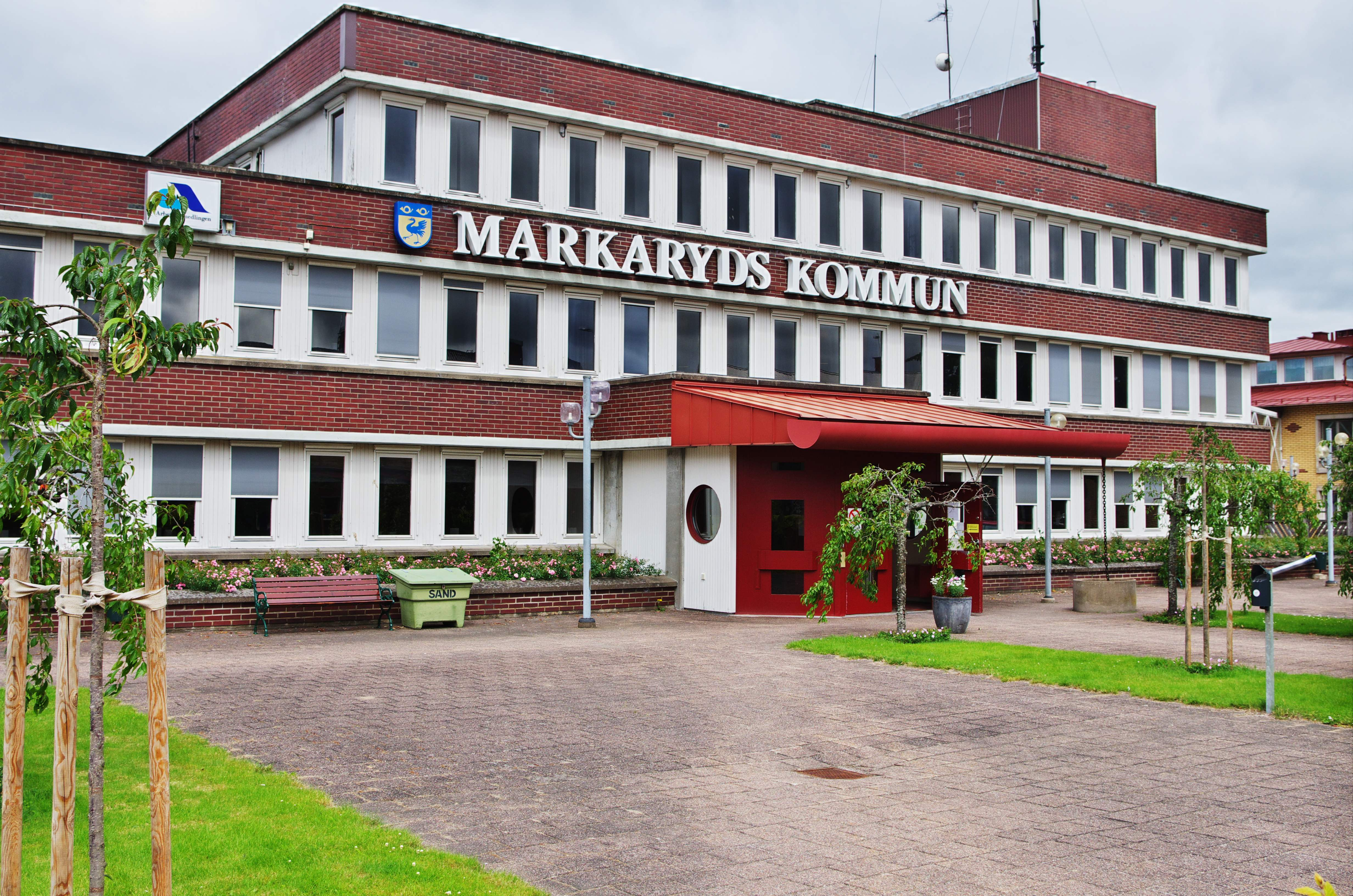
A Câmara municipal/prefeitura da comuna de Markaryd
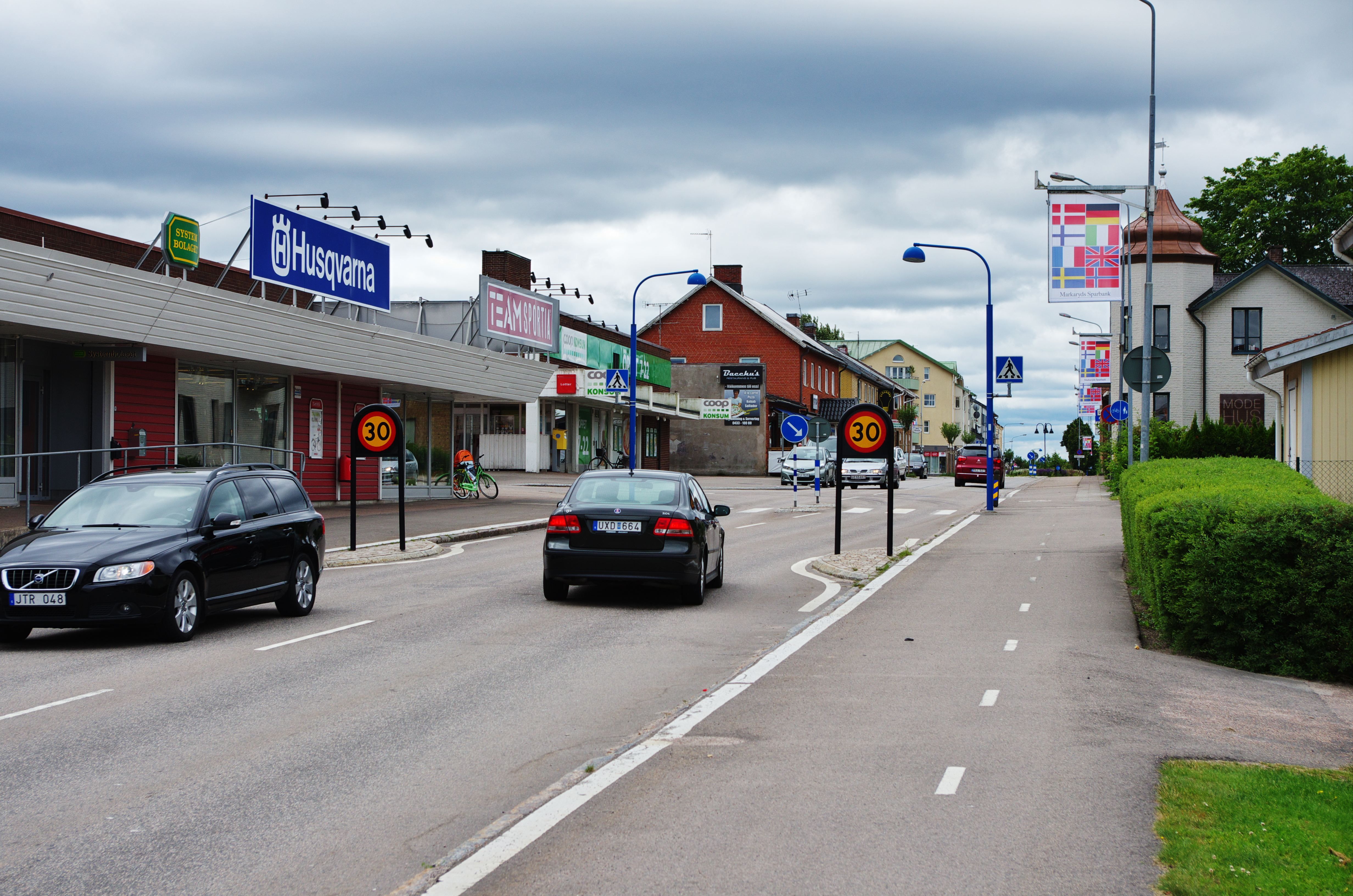
A rua principal de Markaryd